# مبروك الحشائش

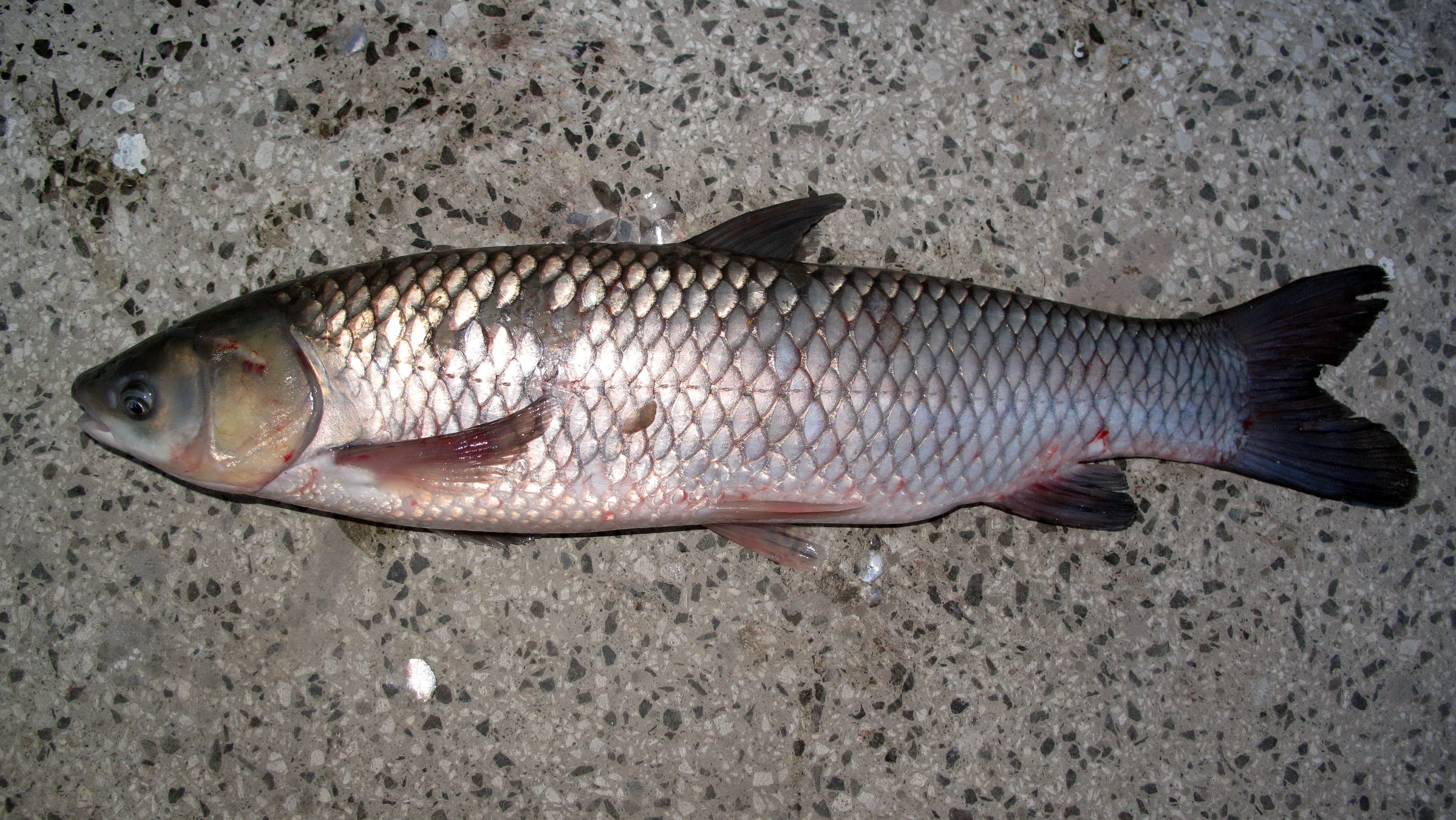
مبروك الحشائش

مبروك الحشائش أو الشبوط أو المبروكة العادية أو الكارب العشبي (بالإنجليزية: Grass Carp)‏ و(باللاتينية: Ctenopharyngodon idellus) موطنه آسيا وانتقل إلى بعض الدول في أفريقيا وأوروبا وأمريكا لانه له القدرة على اكل الحشائش وتطهير مجاري الأنهار والترع من الحشائش والأعشاب وهي سمكة يكبر حجمها بشكل بالغ وسريع لونها ذهبي مائل للخضرة أو البني قشورها قوية وهي كبيرة الحجم إسطوانية الشكل وطويلة تتغذى أساسا على الأعشاب والبوص والنباتات النامية على حواف وشواطئ النيل.